# Enclave lingüístico
Reciben el nombre de enclave lingüístico o isla lingüística las zonas cuya lengua es ajeno al sistema lingüístico del territorio que la rodea. La expresión se extiende, también, para designar la penetración de un dominio lingüístico en un territorio que tiene otro, y que, además, pertenezca a nivel político a otro estado, como es el caso de Miranda do Douro (Portugal), que es un enclave lingüístico leonés en territorio de habla portuguesa.

## Ejemplos
- Bruselas (francesa al 80% aprox.)
- Isleños
- Palenquero
- Alguer
- Frisia
- Tréveris (latina en la Alta Edad Media)
- Pasajes (occitano hasta los años 1930)

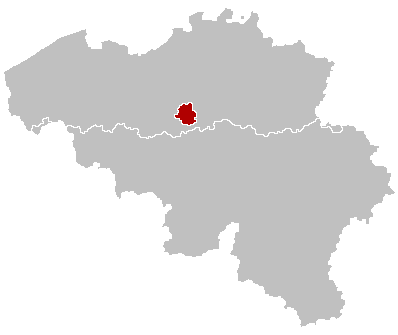
El enclave predominantemente francófono de Bruselas
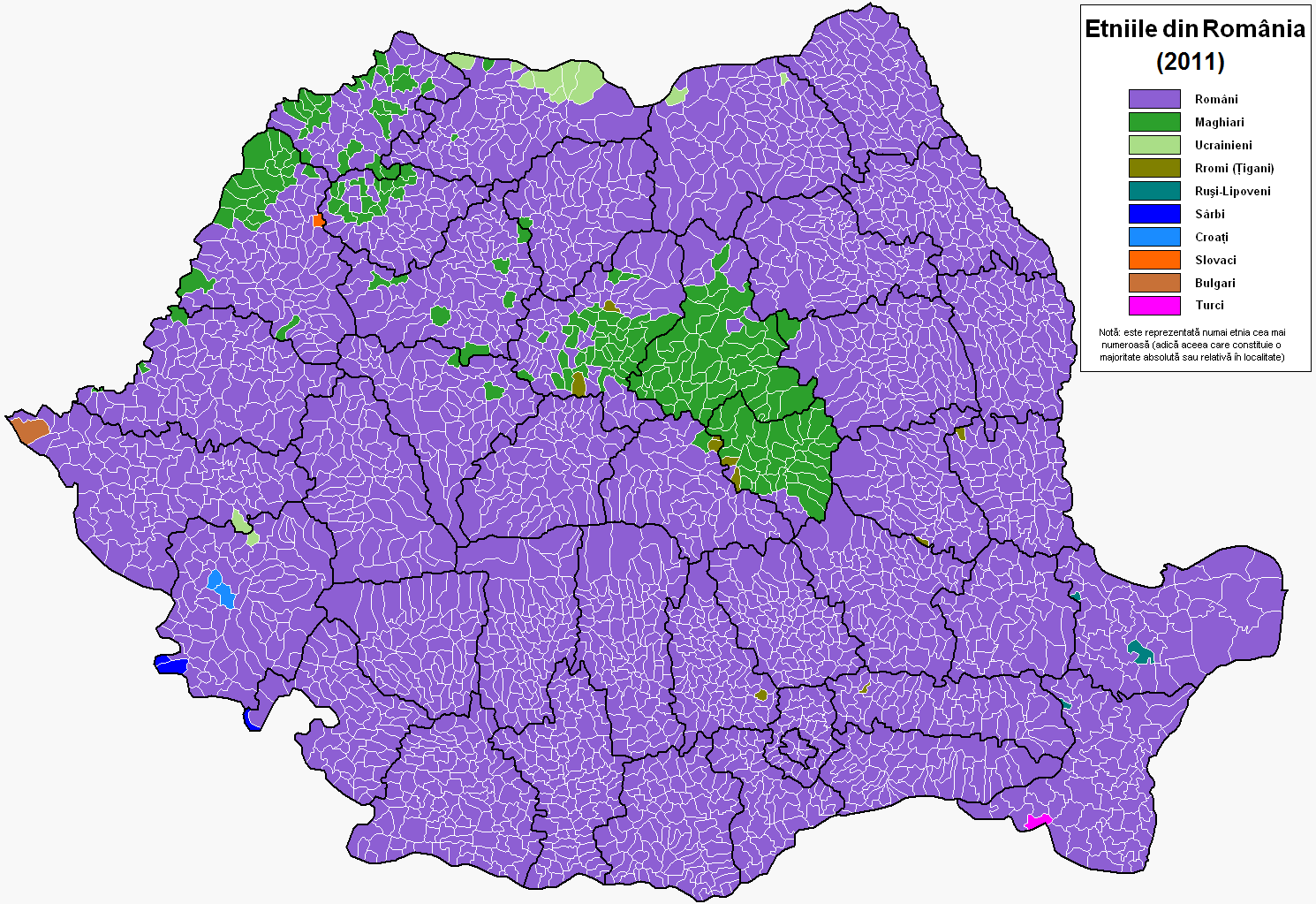
Islas lingüísticas en Rumania
Zona lingüística sórabo en Alemania